# Hummerkriget (film)
Hummerkriget är en svensk dramafilm från 1986 i regi av Barbro Larsson. Filmen bygger på Heidi von Borns roman med samma namn och i rollerna ses bland andra Bertil Norström, Yvonne Lombard och Marika Lagercrantz.

## Handling
Året är 1938 i en svensk småstad hos familjen Lieberman. Husfadern Theodor styr sin familj som består av hustrun Malvine, dottern Rosina, tvillingdöttrarna Ethel och Edith samt sonen Axel. Theodor gör allt oftare hemliga ärenden på stan vilket väcker sonen Axels uppmärksamhet.

## Om filmen
Filmen sändes första gången i Sveriges Television på TV1 den 13 januari 1986. Fotograf var Bertil Wiktorsson.

## Rollista
- Bertil Norström – Theodor Lieberman
- Yvonne Lombard – Malvine Lieberman
- Marika Lagercrantz – Rosina
- Cecilia Colling – Ethel
- Helena Colling – Edith
- Tobias Hedström – Axel
- Bojan Westin – mormor
- Jan Erik Lindqvist – borgmästare
- Mats Eklund – Philip Lard
- Lennart Tollén – doktor Römnberg